# Cerkiew św. św. Kosmy i Damiana w Miliku
Cerkiew św. św. Kosmy i Damiana w Miliku – dawna drewniana cerkiew greckokatolicka zbudowana w 1813, znajdująca się w Miliku.
Po 1947 przejęta i użytkowana przez kościół rzymskokatolicki i pełni funkcję kościoła parafialnego pod tym samym wezwaniem. Cerkiew jest obiektem małopolskiego Szlaku Architektury Drewnianej.

## Historia
Istnienie cerkwi w Miliku jest odnotowane już od XVI wieku. Świątynia powstała w tym okresie została zniszczona przez powódź w 1813. Mieszkańcy uratowali jednak znaczną część wyposażenia budynku i w tym samym roku wznieśli nową cerkiew. Była ona remontowana w 1926. Na kościół katolicki zaadaptowana po wysiedleniach ludności rusińskiej w czasie Akcji „Wisła”.

## Architektura

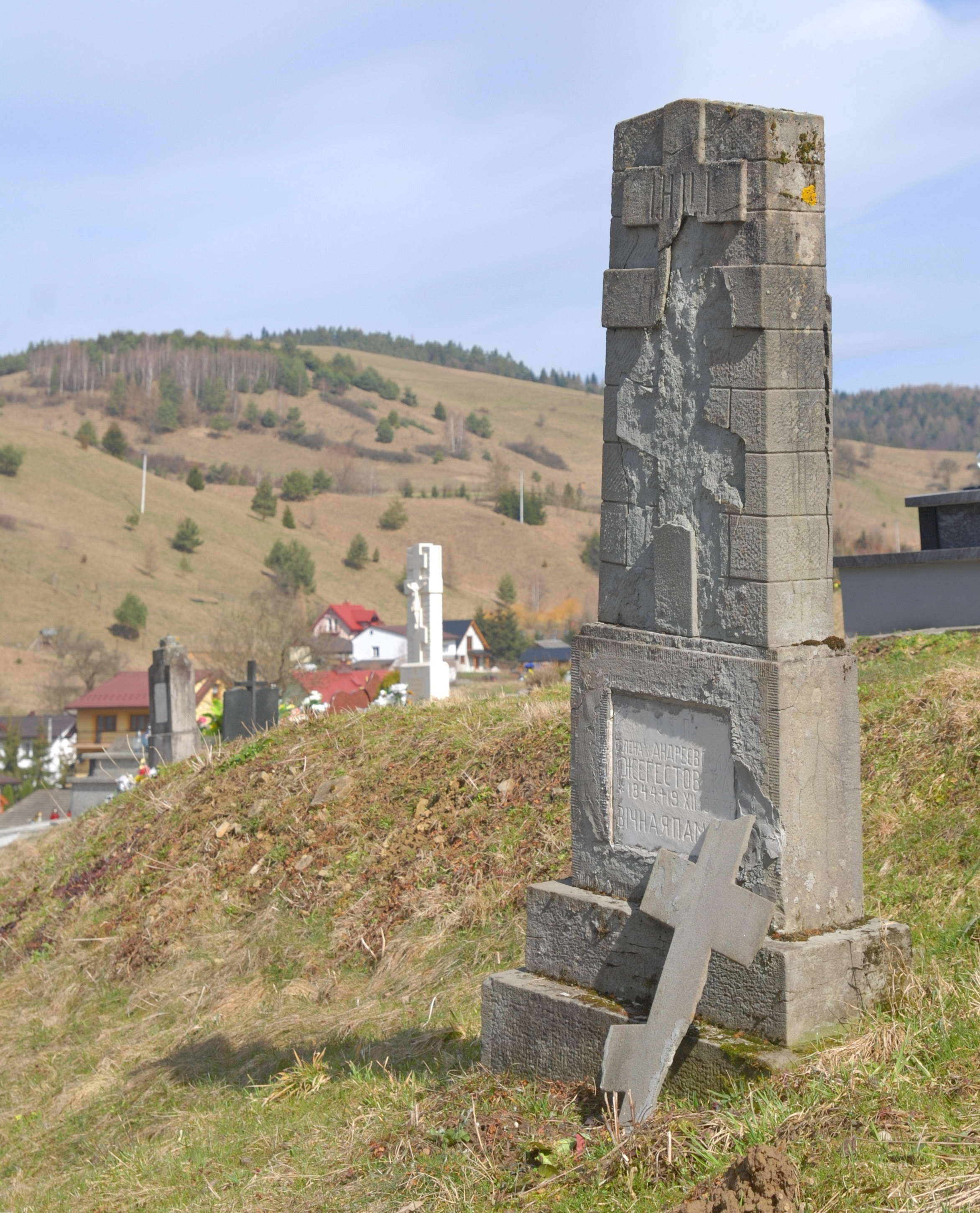
Cmentarz obok cerkwi

Cerkiew w Miliku reprezentuje północno-zachodni typ cerkwi łemkowskich. Jest to budynek trójdzielny o konstrukcji zrębowej. Posiada wieżę usytuowaną nad przedsionkiem, krytą hełmem z kutym krzyżem. Nawę pokrywa kalenicowy dach, zaś prezbiterium – dach namiotowy. Architektura cerkwi wykazuje wyraźne wpływy budownictwa katolickiego – świątynia posiada wyraźnie wyodrębnioną zakrystię oraz dwie kaplice boczne.
Ikonostas w cerkwi pochodzi z poprzedniej, niezachowanej świątyni i został wykonany w 1806, być może z wykorzystaniem elementów jeszcze wcześniejszego. W bocznych kaplicach znajdują się osiemnastowieczne ikony Matki Bożej i Chrystusa Ukrzyżowanego, zaś w nawie najstarsza z ikon – Opłakiwanie Chrystusa z 1700. Pozostała polichromia w budynku pochodzi z okresu po ostatnim remoncie świątyni, została wykonana w 1930.

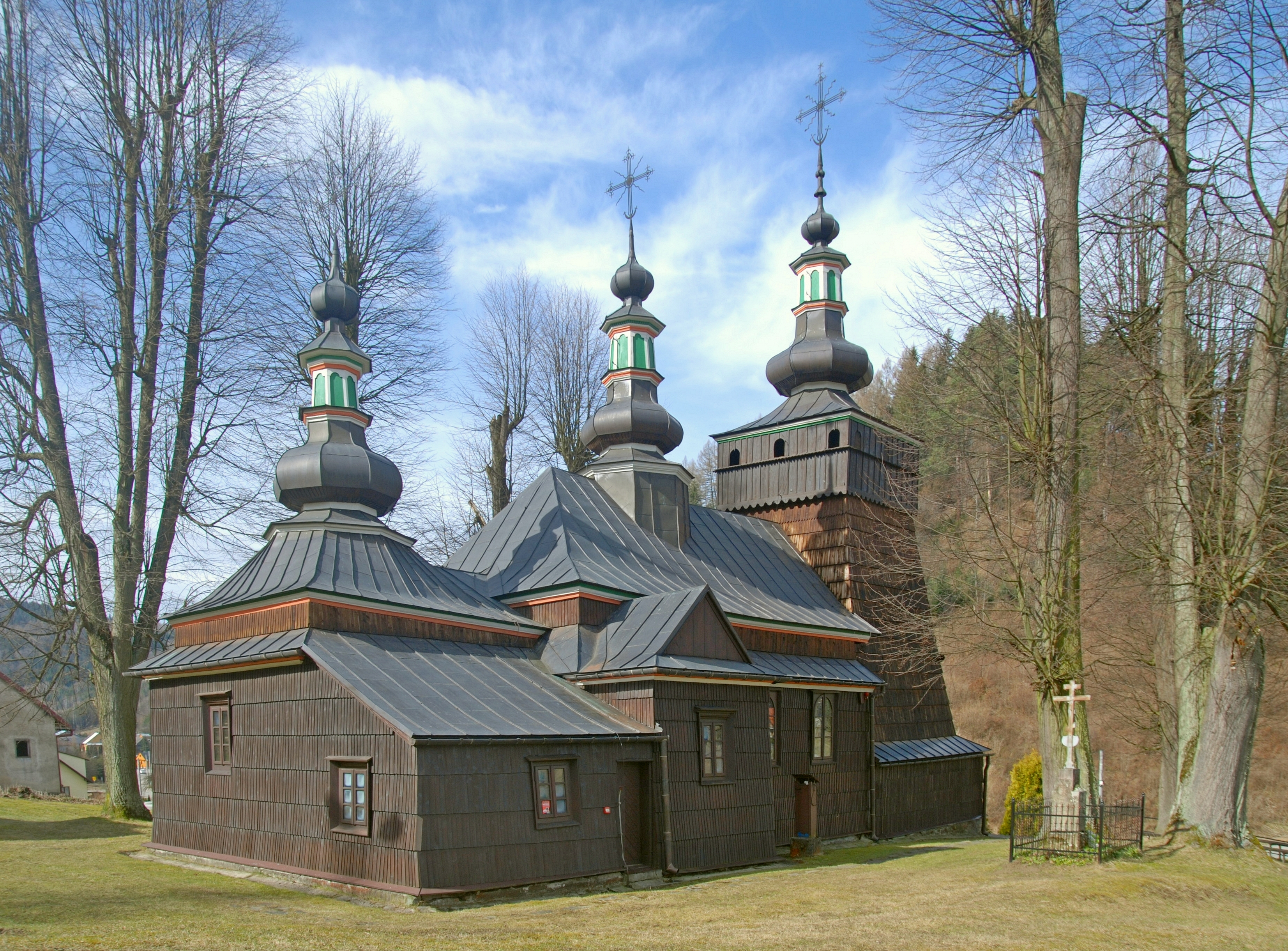
Elewacja północna
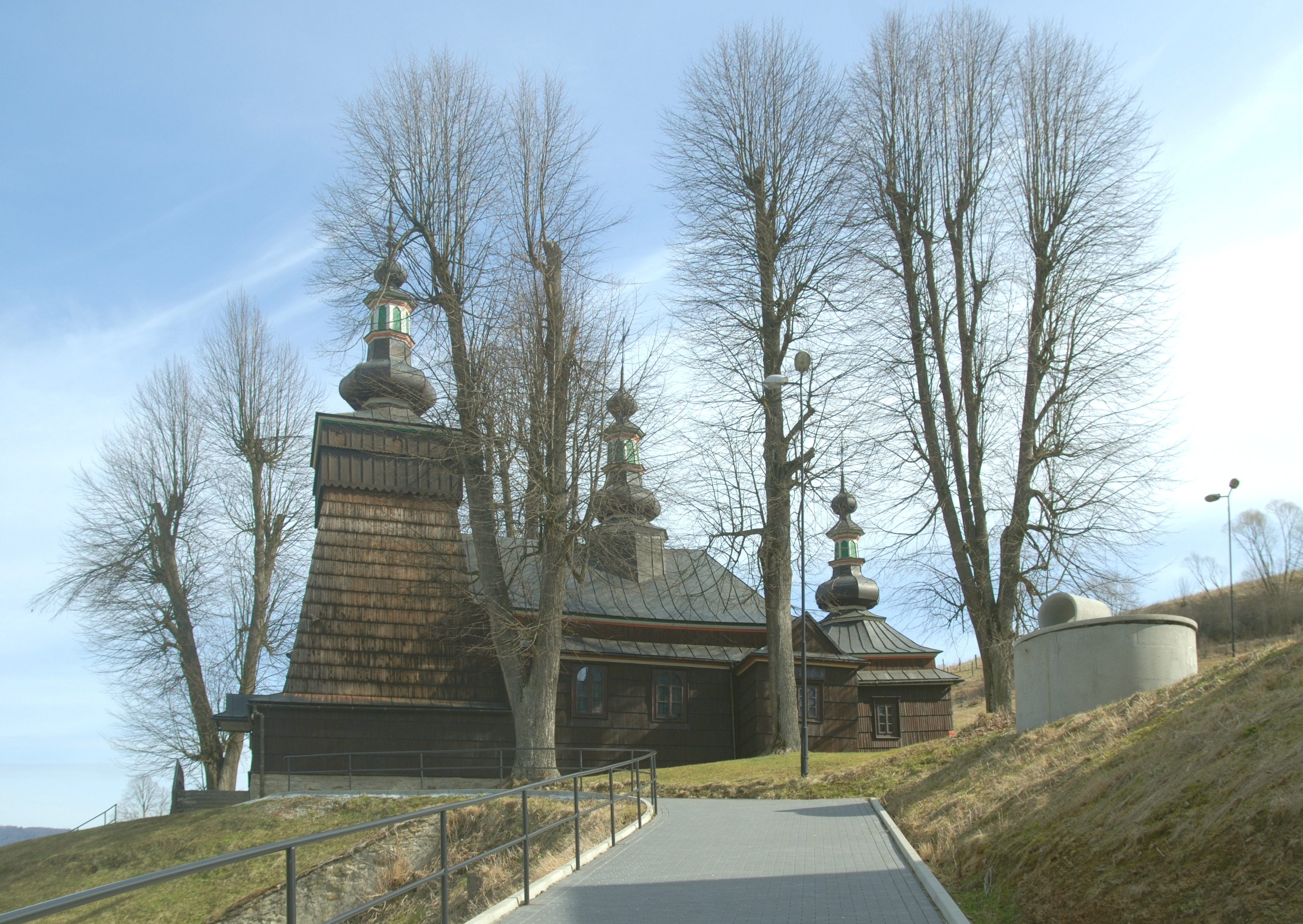
Elewacja południowa
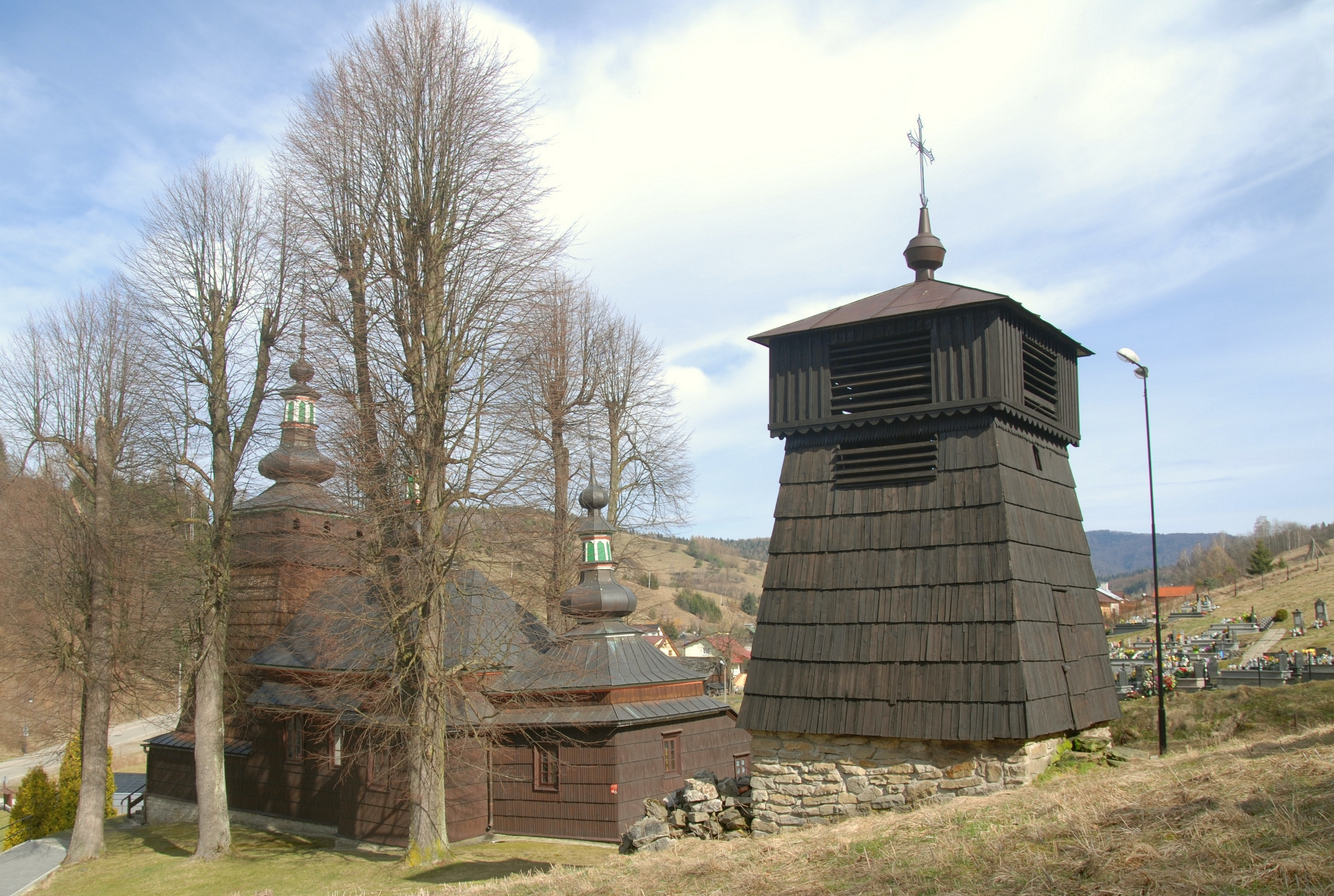
Widok ogólny